# Michael S. Longuet-Higgins
Michael Selwyn Longuet-Higgins, Lenham 1925 - Cambridge 2016, was een wiskundige uit het Verenigd Koninkrijk. Hij heeft in de oceanografie gewerkt aan het Institute for Nonlinear Science, aan de Universiteit van Californië - San Diego. Zijn onderzoeksgebieden omvatten zowel de zuivere wiskunde, waaronder de projectieve meetkunde, polytopen en oppervlakken, de toegepaste wiskunde, waaronder stromingsleer, en onderzoek aan golven op zee, waaronder de generatie van oceaangolven door de wind, sonoluminescentie, golfbreking en steile golven.
Hij heeft met Donald Coxeter en JCP Miller in 1954 de volledige lijst van uniforme veelvlakken gegeven.
Longuet-Higgins was Fellow of the Royal Society.